# Les Rois du jazz
Pour plus de détails, voir Fiche technique et Distribution.
Les Rois du jazz (titre original : The Best Things in Life Are Free) est un film musical américain réalisé par Michael Curtiz et sorti en 1956.

## Synopsis
Le film raconte l'ascension d'un groupe de Jazz, les Sunny Boys, reprenant l'équipe d'auteurs-compositeurs-interprètes de la Tin Pan Alley composée de Buddy DeSylva, du parolier Lew Brown et du compositeur Ray Henderson de Broadway à Hollywood.

## Fiche technique
- Titre original : The Best Things in Life Are Free
- Réalisation : Michael Curtiz
- Scénario : William Bowers, Phoebe Ephron
- Musique : Leigh Harline
- Chef d'orchestre : Lionel Newman
- Producteur : Henry Ephron
- Société de production : Twentieth Century Fox
- Durée : 104 minutes
- Date de sortie : 
  - États-Unis : 28 septembre 1956
  - France : 25 février 1959

## Distribution
- Gordon MacRae : B.G. 'Buddy' De Sylva
- Dan Dailey : Ray Henderson
- Ernest Borgnine : Lew Brown
- Sheree North : Kitty Kane
- Tommy Noonan : Carl Frisbee
- Murvyn Vye : Manny Costain
- Phyllis Avery : Maggie Henderson
- Larry Keating : Winfield Sheehan
- Tony Galento (en) : Fingers
- Norman Brooks : Al Jolson
- Jacques d'Amboise : Danseur
- Roxanne Arlen : Perky Nichols
- Byron Palmer (en) : star hollywoodienne
- Linda Brace : Jeannie Henderson
- Patty Lou Hudson : Susie Henderson
- Eugene Borden : Louis

Acteurs non crédités :
- Clancy Cooper : Bootlegger
- Suzanne Dalbert : Hôtesse
- Peter Leeds : Génie
- Barry Norton : Premier noctambule

## Récompenses et distinctions
- Il a été nommé pour la meilleure musique lors de la 29e cérémonie des Oscars en 1957